# Episkopi
Episkopi je hlavní město území Akrotiri a Dekelia, které je základnou britských ozbrojených sil a britským zámořským územím na Kypru. Nachází se v severozápadní části Západní suverénní základnové oblasti. Je sídlem civilní i vojenské správy celého území. Nachází se zde také významné starořecké naleziště Kourion.